# Tegal Panjang
Tegal Panjang is een bestuurslaag in het regentschap Bogor van de provincie West-Java, Indonesië. Tegal Panjang telt 4556 inwoners (volkstelling 2010).